# Kathryn Grayson
Zelma Kathryn Elisabeth Hedrick (9 tháng 2 năm 1922 - 17 tháng 2 năm 2010 ) là một nữ diễn viên người Mỹ và ca sĩ sở hữu giọng nữ cao sắc sảo.
Từ năm mười hai tuổi, Grayson đã được đào tạo thành ca sĩ opera. Bà đã ký hợp đồng với Metro-Goldwyn-Mayer vào đầu những năm 1940, sớm thành lập sự nghiệp chủ yếu thông qua vai diễn trong các vở nhạc kịch. Sau một số vai phụ, bà đóng vai chính trong các bộ phim như Thousand Cheer (1943), Anchors Aweigh (1945) với Frank Sinatra và Gene Kelly, Show Boat (1951) và Kiss Me Kate (1953), cả hai đều với Howard Keel.
Khi sản xuất phim ca nhạc thoái trào, bà làm việc trong nhà hát, xuất hiện trong Camelot (1962–1964). Về sau bà đã biểu diễn trong một số vở opera, bao gồm La bohème, Madama Butterfly, Orpheus in the Underworld và La traviata.